# Callert House

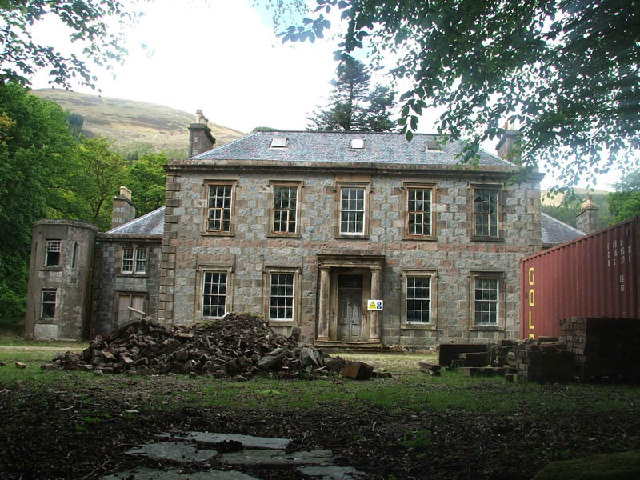
Callert House

Callert House ist ein Herrenhaus nahe der Ortschaft North Ballachulish in der schottischen Council Area Highland. 1971 wurde das Bauwerk in die schottischen Denkmallisten zunächst in der Kategorie B aufgenommen. Die Hochstufung in die höchste Denkmalkategorie A erfolgte 2004.

## Geschichte
Am Standort ist seit spätestens dem 17. Jahrhundert ein Wohnhaus belegt. Um 1640 schleppten Seeleute die Pest ins Haus ein, der, mit Ausnahme einer Frau names Mairi, sämtliche Bewohner des Hauses erlagen. Um eine Ausbreitung der Krankheit zu verhindern, setzten die Dorfbewohner das Haus in Brand. Mairi konnte jedoch mit ihrem Verlobten fliehen. Die Camerons of Lochiel errichteten ein neues Gebäude am Standort. Sie schlossen sich im Zuge des Jakobitenaufstands 1745 der jakobitischen Seite an. Den britischen Truppen, die unter dem Duke of Cumberland infolge der Niederlage bei Culloden die Highlands verheerten, fiel auch dieses Gebäude zum Opfer. Es handelte sich um ein knapp elf Meter langes Gebäude mit Reetdach, von dessen Existenz heute noch eine kurze Allee und eine Senke nahe dem heutigen Callert House zeugen.
Das heutige Callert House entstand zwischen 1834 und 1837. Bauherr war Duncan Cameron, 2. Baronet, of Fassifern. Cameron verstarb ohne männliche Nachkommen, womit die Baronetage ausstarb. Callert House ging an seine Tochter Christina und dann an seine ebenfalls Christina benannte Enkelin. Diese heiratete den aus dem englischen Oxfordshire stammenden Henry Spencer Lucy. Sie war die letzte Cameron, die Callert House besaß. In der Folgezeit wechselte das Herrenhaus mehrfach den Besitzer. Ab 1949 ist ein vermutlich lange andauernder Leerstand verzeichnet. Bis 1990 hatte sich der Zustand von Callert House erheblich verschlechtert und es wurde daraufhin in das Register gefährdeter denkmalgeschützter Bauwerke in Schottland aufgenommen. Bis 2007 wurden Restaurierungsarbeiten aufgenommen. Diese waren bis 2018 noch nicht abgeschlossen, Callert House war zu diesem Zeitpunkt jedoch bereits zu Teilen bewohnt.

## Beschreibung
Callert House steht rund vier Kilometer östlich von North Ballachulish am Nordufer des Meeresarms Loch Leven. Am gegenüberliegenden Ufer liegt die Ortschaft Glencoe. Das zweigeschossige Herrenhaus ist klassizistisch ausgestaltet. Sein Mauerwerk besteht entlang der Haupt- und Seitenfassaden aus grauen Granitquadern, die zu einem Schichtenmauerwerk verlegt wurden. Abgesetzte Ecksteine ornamentieren die Gebäudekanten. Seine südexponierte Hauptfassade ist fünf Achsen weit. Das zentrale Eingangsportal ist mit dorischem Portikus ausgeführt. Schlichte Gesimse bekrönen die Sprossenfenster. Die rückwärtige Fassade besteht aus harl-verputztem Bruchstein. Das abschließende Walmdach ist mit Schiefer eingedeckt. Rückwärtig gehen zwei kleine Flügel ab. Der Westflügel wurde um 1900 durch einen signifikanten Anbau erweitert. Um diese Zeit erfuhr der Innenraum auch eine Umgestaltung im Stile der Arts-and-Crafts-Bewegung.